# Mnium heterophyllum
Mnium heterophyllum là một loài Rêu trong họ Mniaceae. Loài này được (Hook.) Schwägr. mô tả khoa học đầu tiên năm 1826.